# Bryan Jordan
Bryan Philip Jordan (Pasadena, 13 settembre 1985) è un ex calciatore statunitense, di ruolo terzino o all'occorrenza ala.

## Palmarès

### Club
Campionato MLS: 1 
Los Angeles Galaxy: 2011